# Duttaphrynus crocus
Duttaphrynus crocus es una especie de anfibios de la familia Bufonidae.
Es endémica de Birmania.
Su hábitat natural incluye bosques secos tropicales o subtropicales, ríos, marismas de agua dulce.
Está amenazada de extinción.